# Hysteria – The Def Leppard Story
Hysteria: La historia de Def Leppard es una película británica de 2001 hecha para la televisión, que retrata los comienzos, éxito, conflictos y auge de Def Leppard; la aclamada banda británica de hard rock y heavy metal.

## Sinopsis
El filme relata el inicio humilde de la banda, la llegada a la fama, el despido del fundador Pete Willis, el trágico accidente de Rick Allen, el alcoholismo de Steve Clark y la nueva vida del grupo.

## Reparto
- Orlando Seale es el vocalista Joe Elliott.
- Adam MacDonald es el bajista Rick Savage.
- Karl Geary es el guitarrista Steve Clark.
- Tat Whalley es el baterista Rick Allen.
- Esteban Powell es el guitarrista Phil Collen.

Exmiembros:
- Nick Bagnall es el guitarrista Pete Willis.
- Brett Watson es el baterista Tony Kenning.

## Trama
En octubre de 1977 en la ciudad inglesa de Sheffield, Joe Elliott trabaja torpemente en una fábrica. Al salir del trabajo conoce a Pete Willis quien está buscando un guitarrista para su banda Atomic Mass y Elliott solicita una audición.
En casa de Elliott, Willis le presenta a Rick Savage y a Tony Kenning; quienes quedan asombrados con la voz del propietario y lo aceptan como vocalista. Elliott propone cambiar el nombre del grupo a Deaf Leopard y finalmente Kenning lo modifica a Def Leppard.
Lo siguiente es encontrar un guitarrista, Willis le propone una audición a su amigo Steve Clark quien es aceptado unánimemente. Nueve meses después, en julio de 1978, Def Leppard se presenta por primera vez; en el Colegio Westfield.
En noviembre Tony Kenning renuncia, dejando sin baterista al grupo a solo dos semanas de grabar The Def Leppard E.P. que es financiado por los padres de Elliott. Luego del disco (la banda debió contratar a Frank Noon pero esto no se muestra en la película), Rick Allen; un talentoso joven de 15 años, es aceptado como baterista en su primera audición y el grupo empieza a ser conocido.

### Consolidación
En enero de 1980 la banda contrata con el mánager estadounidense Peter Mensch quien; los hace teloneros de AC/DC, los presenta en los Estados Unidos y financia el álbum debut: On Through the Night. Para el siguiente álbum Mensch contrata al productor sudafricano Robert Lange quien desarrolla el potencial musical del grupo y se publica: High 'n' Dry.
En julio de 1982 Pete Willis es expulsado por su alcoholismo. La banda suma a Phil Collen, el nuevo guitarrista se integra al ritmo de Clark y forman una fuerte amistad que por sus corrientes incidentes son apodados los gemelos del infierno.
Los cinco miembros filman el vídeo de «Photograph» para presentar a Clark y en enero de 1983 se publica el tercer álbum de estudio: Pyromania.

### Problemas
En la Nochevieja de 1984 Allen tiene un grave accidente de tráfico y para salvar su vida los médicos le amputan su brazo izquierdo. Mientras, Clark y Collen desarrollan una fuerte adicción al alcohol que sumado a la ausencia de Allen y del productor Lange (por otros trabajos), resulta en una demora indeterminada de proyectos musicales.

### Resolución
Allen contrata un ingeniero que le fabrica una batería personal, diseñada para tocar con su pie izquierdo los movimientos de su brazo amputado y se reintegra. El productor Lange regresa y le pide al grupo siete sencillos para el siguiente álbum, Collen se vuelve abstemio y Clark ingresa a rehabilitación.
La película termina con la presentación en vivo de la canción «Pour Some Sugar on Me» y se narra lo siguiente:
En agosto de 1987 una reformada banda publica su cuarto álbum, Hysteria, que contiene los siete sencillos y se convertirá en su obra maestra. Steve Clark falleció por cirrosis en 1991, fue sustituido por Vivian Campbell y Def Leppard continúa activa hasta la actualidad.